# Stade de la Condomina
Ne doit pas être confondu avec Stade de la Nueva Condomina.
Le stade de la Condomina (en espagnol : Estadio de la Condomina) est un stade de football espagnol situé dans la ville de Murcie, dans la région de Murcie.
Le stade, doté de 6 500 places et inauguré en 1924, sert d'enceinte à domicile à l'équipe de football de l'Universidad Católica de Murcia Club de Fútbol.

## Histoire
La Condomina (conçue par les architectes Eduardo Menoyo et Justo Millán) ouvre ses portes en 1924, comptant alors 16 800 places assises (le coût total pour la construction du stade étant de 600 000 pesetas). Il est inauguré le 25 décembre 1924.
Le stade demeurre l'antre du Real Murcie pendant plus de 80 ans avant de partir s'installer dans le stade de la Nueva Condomina en août 2006 (la mairie de Murcie étant propriétaire de la Condomina depuis 1995 suite aux problèmes financiers du club).
En 1999, c'est au tour du club de l'Atlético Ciudad de s'installer au stade.
L'UCAM Murcie joue désormais ses rencontres à domicile au stade depuis 2014.
En raison du risque d'effondrement d'une partie des tribunes, La Condomina n'est autorisée à accueillir qu'un temps que 4 500 spectateurs, et ce jusqu'en 2016, lorsque l'UCAM Murcie est promue en Segunda División (D2 espagnole) et finance alors la rénovation du stade pour répondre aux exigences de la LFP.
La Condomina a actuellement une capacité de 6 500 places assises.

## Galerie

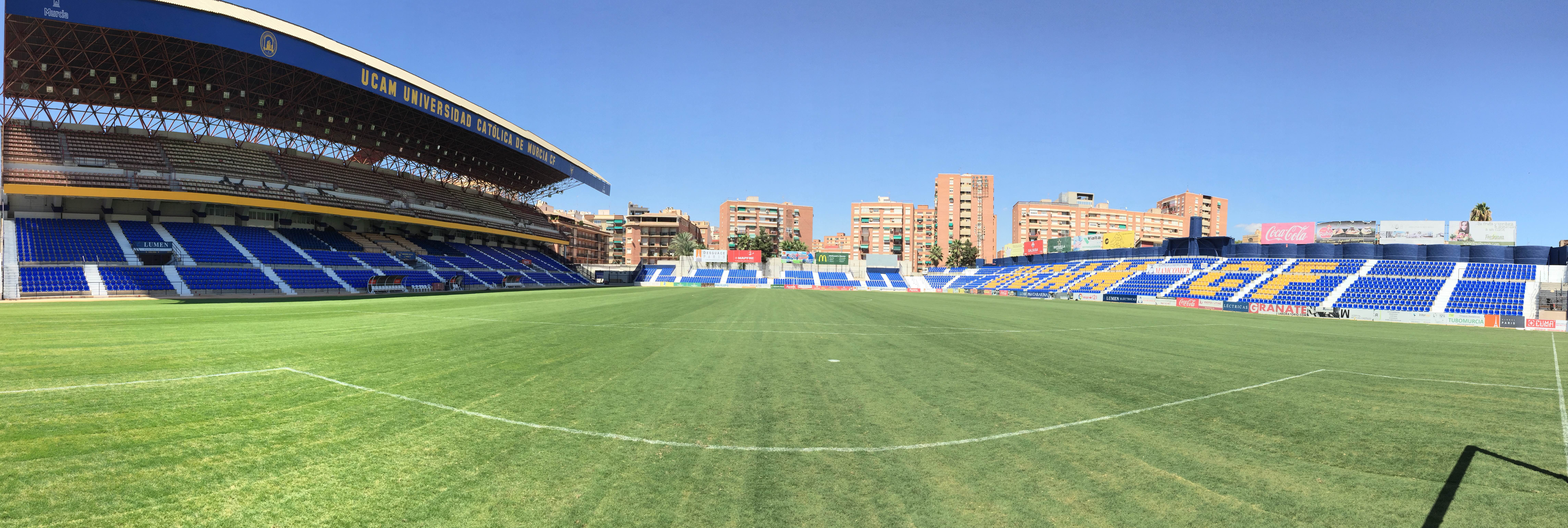
Vue du terrain de jeu